# Fe, Fi, Fo, Fum e Phooey

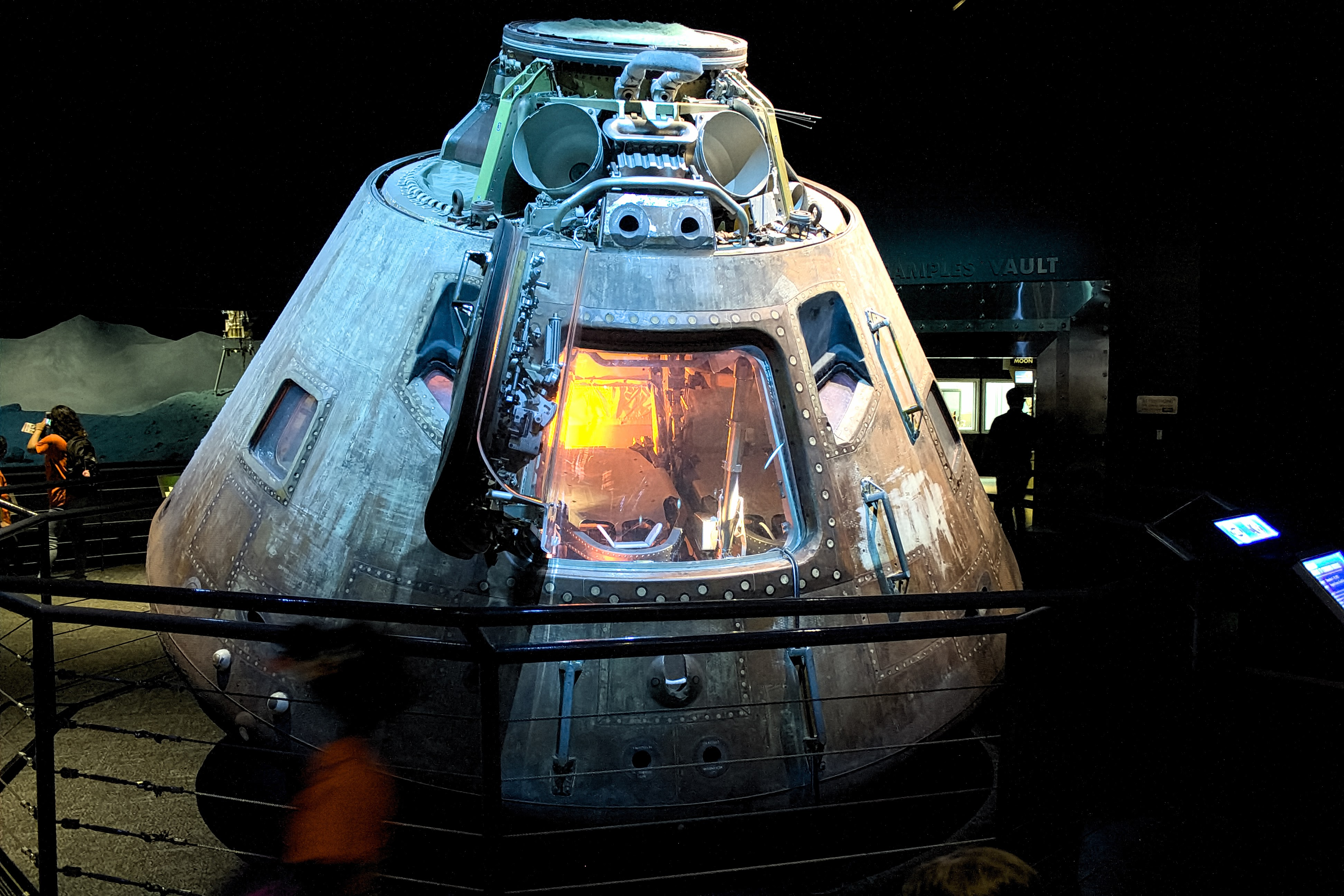
O módulo de comando da Apollo 17 exposto em Houston

Fe, Fi, Fo, Fum e Phooey foram cinco ratos que viajaram ao espaço, a partir da Terra, e deram 75 voltas em torno da Lua, na missão Apollo 17, em dezembro de 1972.
A NASA deu aos roedores os números de identificação A3326, A3400, A3305, A3356 e A3352, com seus apelidos tendo sido dados pelos astronautas da Apollo 17, Eugene Cernan, Harrison Schmitt e Ronald Evans. Os quatro ratos macho, uma fêmea e Evans orbitaram a Lua durante seis dias e quatro horas, no módulo de comando da Apolo (batizado como América) enquanto Cernan e Schmitt realizavam as últimas excursões à Lua do Programa Apollo. Um dos ratos (A3352) morreu durante a viagem, enquanto os demais foram sacrificados e dissecados, já na volta à Terra, objetivando a obtenção de informações biológicas.
Os três astronautas e os cinco ratos foram os últimos terráqueos a viajar até a órbita lunar. Evans e os cinco ratos detêm dois recordes espaciais: o maior tempo passado em órbita lunar (147 horas e 43 minutos) e a maior quantidade de órbitas lunares viajadas.
A nave Apollo 17 foi lançada em 7 de dezembro de 1972 e retornou à Terra em 19 de dezembro. Um experimento biológico de raios cósmicos (BIOCORE), realizado a bordo, especificamente requeria a utilização de ratos (Perognathus longimembris), uma espécie eleita por ter respostas biológicas bem documentadas. Entre as vantagens da espécie estavam seu pequeno tamanho e sua facilidade de se manter com pouco suprimento de água, além de suportarem mais facilmente o estresse ambiental.

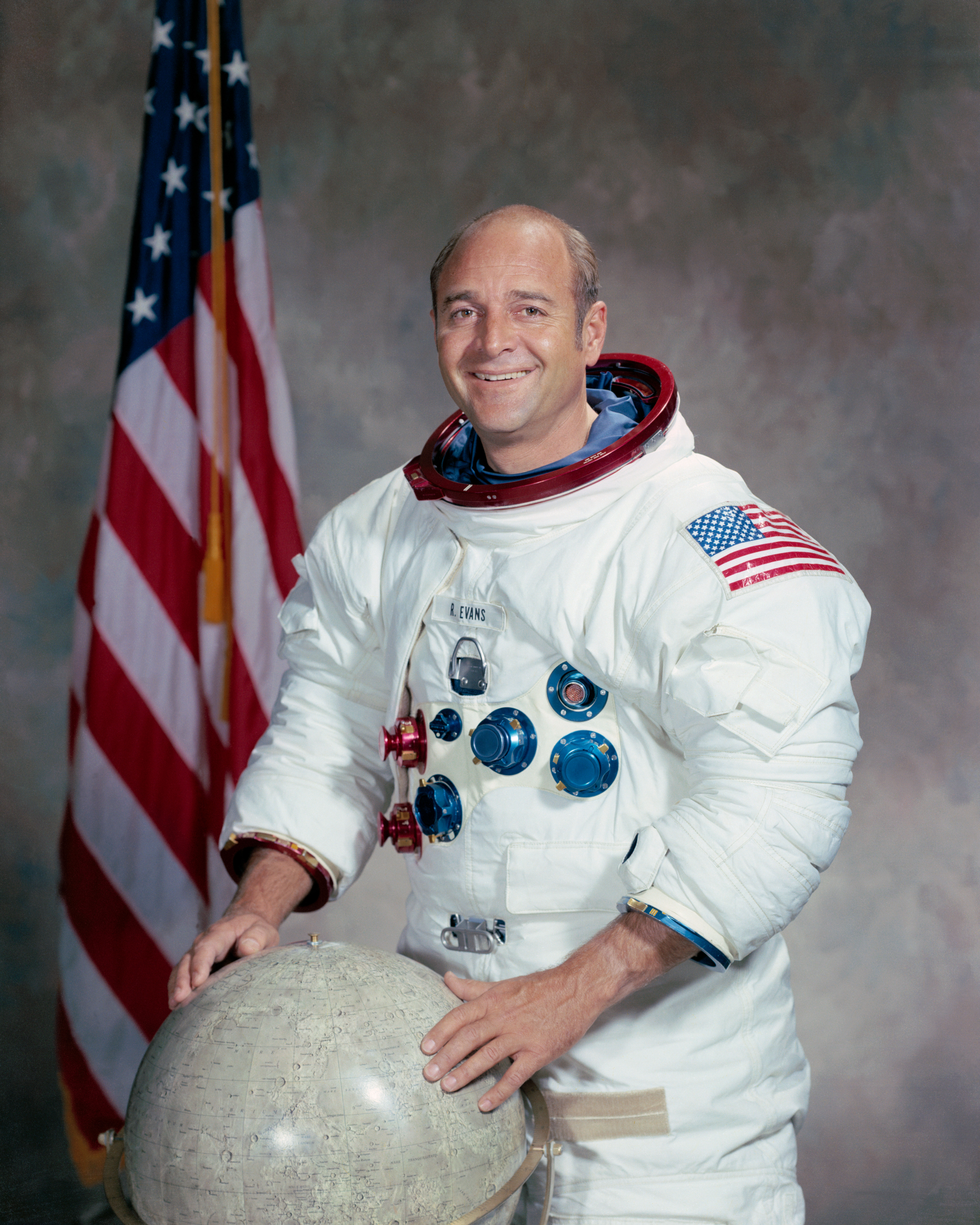
O astronauta Ronald Evans completou 75 voltas em torno da Lua em companhia dos cinco ratos

Nos animais foram implantados monitores de radiação sob o couro cabeludo, com o intento de verificar se eram afetados por raios cósmicos. Quatro dos cinco ratos sobreviveram ao voo; a causa da morte do quinto animal não foi determinada.
Após seu regresso à Terra, os quatro ratos vivos restantes foram sacrificados e dissecados. Embora tenham sido detectadas lesões no couro cabeludo e no fígado de alguns, não se acredita que estas surgiram como consequência de raios cósmicos. Não se encontrou nenhum dano nas retinas ou nas vísceras dos ratos. Posteriormente, também se demonstrou que os cérebros dos animais não haviam sido afetados pela permanência no espaço.